# Teoría cinematográfica feminista
La teoría cinematográfica feminista es una teoría de crítica cinematográfica que deriva de una política y teoría feministas influidas por la segunda ola del feminismo (esta surgió en Estados Unidos alrededor de los años 70). A lo largo de los años, con los avances del cine, la teoría cinematográfica feminista ha evolucionado, analizando las formas actuales de los filmes, además de las películas del pasado. Las aproximaciones feministas al análisis del cine varían según los elementos analizados y sus fundamentos teóricos.

## Historia

### Década de los 70
El desarrollo de la teoría cinematográfica feminista ha sido influido por la segunda ola feminista y los estudios de las mujeres desarrollados durante los años 60 y 70 en Estados Unidos, de los que surgieron textos fundacionales para la teoría fílmica. En los Estados Unidos, a inicios de la década de los 70, estos estudios se basaban generalmente en teorías sociológicas y estaban focalizados en la función de personajes femeninos dentro narrativas o géneros fílmicos.
Las principales obras de la teoría cinematográfica feminista, entre las que se incluyen Popcorn Venus: Women, Movies, and the American Dream (1973) de Marjorie Rosen y From Reverence to Rape: The Treatment of Women in Movies (1974) de Molly Haskell , analizan de qué forma las mujeres son retratadas en el cine, estableciendo su relación con un contexto histórico más amplio. Una buena muestra de la reivindicación de la presencia femenina en los inicios de la industria cinematográfica es Women Who Make Movies (1975), de Sharon Smith. De lo contrario, la crítica feminista examina estereotipos comunes (Women and their Sexuality in the New Film, por ejemplo), la pasividad o actividad de los roles femeninos, la cantidad de tiempo en pantalla dedicado a mujeres,  y como el proceso de producción cinematográfica afecta la representación de las mujeres reforzando el sexismo. 
Los teóricos fílmicos británicos, en cambio estudiaban teoría crítica, psicoanálisis, semiótica y marxismo Nuevo fue hasta la década de los 80 que estas ideas ganaron peso dentro de la comunidad académica estadounidense. Generalmente, el análisis se centraba en el significado en el texto de una película y la manera en que el texto construye la subjetividad del espectador. También examinaba como el proceso de producción cinematográfica afecta la representación de las mujeres y refuerza el sexismo. 
La teórica fílmica feminista británica Laura Mulvey, reconocida por su ensayo "Visual Pleasure and Narrative Cine" (escrito en 1973 y publicado en 1975 en la prestigiosa revista de teoría cinematográfica Screen) tuvo como influencias las teorías de Sigmund Freud y Jacques Lacan . "Visual Pleasure" es uno de los primeros ensayos que orientaron la teoría fílmica hacia un marco psicoanalítico. Previamente a Mulvey, teóricos cinematográficos como Jean-Louis Baudry y Christian Metz ya utilizaban ideas psicoanalíticas en sus planteamientos sobre el cine. La contribución de Mulvey, sin embargo, inició la intersección de la teoría cinematográfica con el psicoanálisis y el feminismo.
En 1976, las estudiantes de postgrado Janet Bergstrom, Sandy Flitterman, Elisabeth Lyon y Constance Penley publicaron la revista Camera Obscura. Su objetivo era plantear cómo las mujeres, a pesar de su presencia dentro del cine, eran excluidas del desarrollo de películas o bien su papel en este proceso era borrado. Hoy en día, Camera Obscura todavía es publicada por Duke University Press y ha ampliado su perspectiva de la teoría cinematográfica al estudio más general de los medios de comunicación. Otras iniciativas feministas dentro del ámbito fílmico incluyen el London Women 's Film Group (1972) -una organización que promovía la participación de mujeres en la industria cinematográfica-, así como la revista Women & Film (1972-1975) y los dos primeros festivales de cine feministas: The First International Festival of Women 's Films (1972, Nueva York) y The Women' s Event, en el Edinburgh International Film Festival (1972).
Otras influencias clave provienen del ensayo de Metz "Identification, Mirror", en la obra The Imaginary Signifier , en el que defiende que el escopofilia (el placer de mirar, vinculado al voyeurismo ) posibilita la visualización de películas (este fenómeno es más claramente ejemplificado en el cine mudo). Según Cynthia A. Freeland en "Feminist Frameworks for Horror Films", por otra parte, los estudios feministas de películas de terror sobre todo han examinado psicodinámicas en que el interés primordial es "en los motivos e intereses de los espectadores a mirar filmes de terror ".
En relación con la influencia que ejerció la segunda ola feminista sobre los estudios fílmicos, hay que subrayar la adopción de una presuposición propia de este movimiento: la existencia de una identidad ligada al sexo biológico. Ya en los años 70, el esencialismo de esta concepción fue criticado, sobre todo en el Reino Unido, desde donde empezó a decirse que la "naturalización" de los roles de género inherente al esencialismo sigue un razonamiento dogmático y opresivo . En el ámbito cinematográfico, estas reclamaciones vinieron acompañadas de la noción de que no todas las obras de mujeres cineastas son necesariamente feministas.
Paralelamente, el crecimiento de la presencia femenina en la industria cinematográfica comportó la creación de estudios dedicados a películas dirigidas por mujeres; estas producciones a menudo fueron consideradas contracine , en la medida que tendían a subvertir valores promulgados por la industria de Hollywood (Clare Johnston, en "Women 's Cine as Counter-Cine", defendió la descomposición de los mecanismos propios del cine hegemónico).

### Década de los 80
A partir de los años 80, el cine empezó a estudiarse desde la óptica de la intersección, poniendo las películas en relación con su contexto social, gracias a la influencia de los estudios poscoloniales. La revista Jump Cut publicó, en 1981, una edición especial que abordaba la falta de representación lésbica en el cine titulada "Lesbians and Film". El ensayo de Jane Gaines "White Privilege and Looking Relations: Race and Gender in Feminist Film Theory" trata la eliminación de mujeres negras dentro del cine por parte de cineastas (particularmente hombres blancos). Mientras tanto, Lola Young sostuvo que cineastas de todas las etnicidades tienden a recurrir excesivamente a estereotipos a la hora de representar mujeres negras. Otros teóricos que escribieron sobre la conjunción de teoría cinematográfica feminista y etnicidades incluyen Bell Hooks y Michele Wallace. Así pues, se inició una exploración de la heterogeneidad femenina, primordialmente en cuanto a clase y etnicidad.
En 1985, la teoría matricial de la artista y psicoanalista Bracha L. Ettinger revolucionó la teoría cinematográfica feminista.
Su concepto (elaborado en el libro La mirada matricial) estableció una mirada femenina, además de articular sus divergencias respecto a la mirada fálica y su relación con especificidades maternales y potencialidades de "coemergència" , criticando el psicoanálisis de Sigmund Freud y Jacques Lacan. Esta teoría es extensamente utilizada en el análisis fílmico tanto para directoras (Chantal Akerman, por ejemplo) como directores (Pedro Almodóvar es una buena muestra). La mirada matrixial ofrece a la mujer la posición de sujeto de la mirada (observadora) en lugar de objeto (observada), mientras analiza la estructura del propio sujeto. Las ideas de Ettinger establecen vínculos entre la estética, la ética y el trauma. Durante esta década aún pervivió el concepto de contracinema.

### Década de los 90
A partir de la década de los 90 del siglo XX , algunos académicos extienden su trabajo para incluir el análisis de la televisión y medios de comunicación digitales. Además, han crecido nociones de diferencia, dialogando sobre la desemejanza entre mujeres (además de tener en cuenta la etnia y clase social, las identidades transgénero han comenzado a ser reconocidas, rompiendo la sinonimia sexo-género), las diversas metodologías y perspectivas contenidas bajo el concepto de teoría cinematográfica feminista , y la multiplicidad de métodos y efectos pretendidos que influyen el desarrollo de películas. Los estudiosos también han ido adoptando perspectivas cada vez más globales, en respuesta a críticas poscolonialista al anglo- y eurocentrismo académico. Se ha otorgado un foco creciente en "feminismos dispares, nacionalismos, y medios de comunicación en varias localizaciones y trascendiendo tanto clase como grupos étnicos en todo el mundo". La obra de Bell Hooks Black Looks, Race and Representation introduce la llamada mirada opositora, afirmando la existencia de cuestiones determinantes de la forma en que las mujeres interpretan el cine más allá del género (como la etnia). También se ha afianzado el concepto de salvadora femenina , que constituye una crítica a la visión de las mujeres de países subdesarrollados como un colectivo a ser liberado por el feminismo occidental, dejando de lado las complejidades de sus contextos socioculturales.[cita requerida]
Con relación al alcance crecientemente matizado e inclusivo del feminismo, en este momento apareció el posfeminismo , una tendencia que cuestiona la posición de la mujer como único sujeto defendido por feministe reconociendo, con espíritu autocrítico, la diversidad identitaria que ha sido apartada de la construcción de la sociedad moderna por el simple hecho de no interesar al modelo patriarcal (entendido como el hombre blanco occidental burgués).[cita requerida]
Por otra parte, una revisión de las tesis anteriormente mencionadas de Laura Mulvey fue propuesta por Barbara Creed, Linda Williams y Carol Clover; estas mismas mujeres también analizaron la retórica del género de terror desde la teoría fílmica feminista.
A partir de la década de los 90, los académicos también han estudiado el papel de las mujeres en la industria del cine mudo: su borrado de la historia de aquellos filmes y la forma de retratar a él los cuerpos femeninos.  El proyecto de Jane Gaines Women 's Film Pioneer Project (WFPP), una base de datos dedicada a mujeres que trabajaron en la industria cinematográfica muda, es considerado un gran logro en el reconociendo de mujeres pioneras del cine por eruditas como ahora Rachel Schaff.

### SigloXXI
Además de continuar la discusión sobre el posfeminismo , a lo largo de estos últimos años, la teoría fílmica feminista ha integrado los vínculos tecnología-sujeto-género, el anticapitalismo y la masculinidad. Respecto a la primera cuestión, Lidia Merás ha analizado diversos arquetipos de mujeres-máquina propios del género de ciencia ficción en el artículo "Replicantes o sumisas: el cyborg femenino desde Blade Runner ". En segundo lugar, "Postfeminism and Popular Culture: Bridget Jones and the New Gender Regime" de Angela McRobbie examina de qué manera la sociedad de consumo promueve un feminismo pasivo y desmovilizador. Finalmente, se ha puesto sobre la mesa el acondicionamiento al que planteamientos tradicionales de masculinidad someten los hombres; por esta razón, se han conceptualizado varios tipos de masculinidad. La representación de esta masculinidad plural en los medios y, concretamente, como estrellas del cine español han reaccionado en contra de la masculinidad más tradicional, es el objeto de estudio de la obra de Christopher Perriam Stars and masculinidad in Spanish Cinema: from Banderas to Bardem.
Actualmente, muchos creen que con el crecimiento masivo de los estudios y teoría de los medios de comunicación, la teoría cinematográfica feminista acabará desvaneciéndose.[¿quién?] A medida que las áreas mencionadas se han fortalecido, el marco creado por la teoría cinematográfica feminista ha sido adaptado e integrado dentro del análisis de otros medios comunicativos.

## Listado de teóricas y críticas cinematográficas feministas
- Carol J. Clover
- Pam Cook
- Elizabeth Cowie
- Barbara Creed
- Mary Ann Doane
- Bracha L. Ettinger
- Jane Gaines
- Miriam Hansen
- Molly Haskell
- Maggie Humm
- Dai Jinhua
- Claire Johnston
- E. Ann Kaplan
- Gertrud Koch
- Annette Kuhn
- Teresa de Lauretis
- Joan Mellen
- Tania Modleski
- Laura Mulvey
- Patrice Petro
- Griselda Pollock
- B. Ruby Rich
- Marjorie Rosen
- Heide Schlüpmann
- Ella Shohat
- Anneke Smelik
- Kaja Silverman
- Jackie Stacey
- Gaylyn Studlar
- Jackie Stacey
- Patricia White
- Susan M. White
- Linda Williams
- Lola Young